# Sarah Bouhaddi

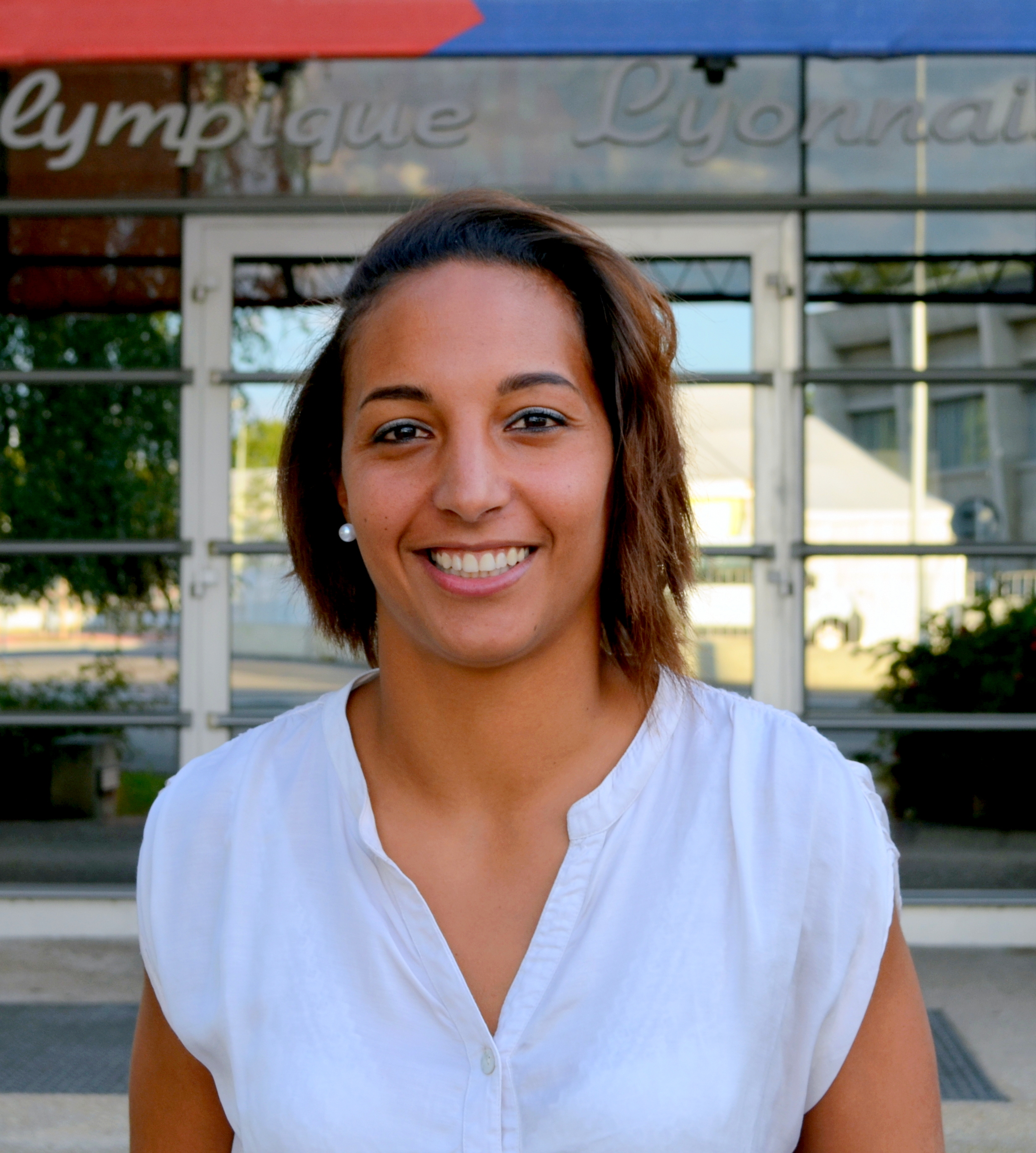
Sarah Bouhaddi (2014)

Sarah Bouhaddi (* 17. Oktober 1986 in Cannes) ist eine französische Fußballspielerin. Die Torfrau steht seit 2022 bei Paris Saint-Germain unter Vertrag und spielte lange für die französische Nationalmannschaft. Sie wurde 2016, 2017, 2018 und 2020 als IFFHS-Welttorhüterin des Jahres ausgezeichnet und ist gemeinsam mit Hope Solo die Rekordgewinnerin dieser Ehrung. Zudem wurde sie 2020 als FIFA-Welttorhüterin des Jahres ausgezeichnet.

## Vereinskarriere

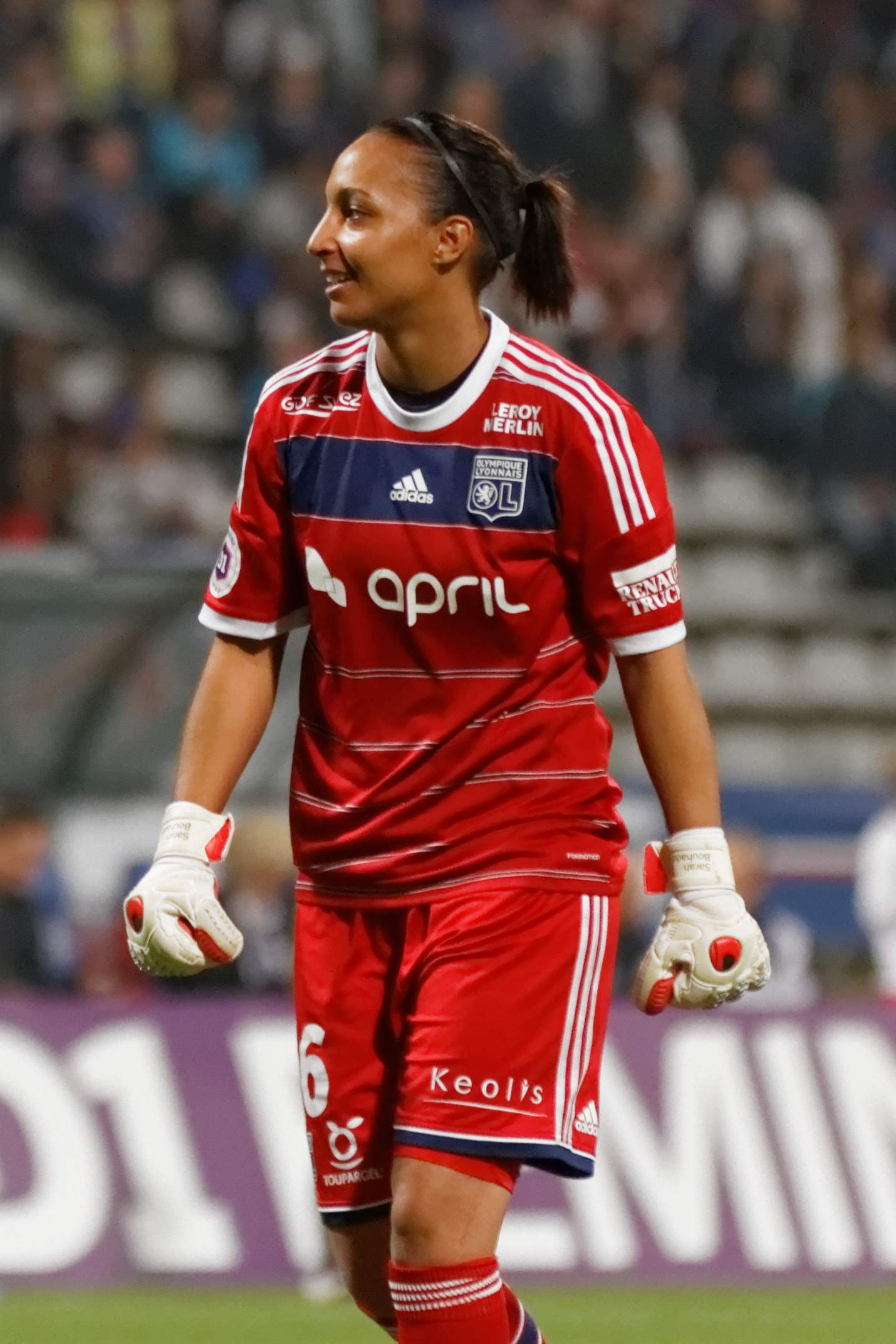
Sarah Bouhaddi (2013)

Bis 2002 spielte Bouhaddi bei Omnium Sports Monaco. Dann fand sie Aufnahme im nationalen Fußball-Ausbildungszentrum und war ab 2003 – also bereits als 16-Jährige – auch Stammtorhüterin in dessen Erstligateam CNFE Clairefontaine.
Nach einer Saison (2005/06) beim FC Toulouse wechselte sie zu Juvisy FCF. In ihrem zweiten Jahr bei den Franciliennes gewannen diese die (inoffizielle) Vizemeisterschaft. Zur Saison 2009/10 hat sie sich Olympique Lyon angeschlossen, mit dem sie von 2010 bis 2020 elfmal Landesmeisterin wurde, 2012 bis 2019 siebenmal den Landespokal und zudem ebenso oft (2011, 2012 sowie von 2016 bis 2020) die Champions League gewann. Zu Beginn der Saison 2015/16 musste sie sich einer Schulteroperation unterziehen, die sie erstmals Mitte Dezember 2015 wieder ein Pflichtspiel bestreiten ließ.
Sarah Bouhaddi hat in ihrer Karriere bisher sogar zwei Punktspieltreffer erzielt. Der erste gelang ihr im März 2003 für Clairefontaine bei einem 5:0-Sieg über Olympique Saint-Memmie, als sie als Feldspielerin eingesetzt wurde, der zweite im Januar 2015 per Strafstoß bei Lyons 14:0-Erfolg gegen die ASPTT Albi.
Inzwischen gilt Bouhaddi als eine der weltweit besten Torfrauen, die sich zwar gelegentlich einen Patzer leistet, aber oft genug auch Spiele entschieden hat – wie zuletzt beispielsweise das Champions-League-Finale 2017, in dem sie den entscheidenden Elfmeter verwandelte und auch auf europäischer Ebene ihren vierten Titel gewann. 2018 bis 2020 und 2022 folgten vier weitere Champions-League-Siege, sie ist damit eine von lediglich drei Spielerinnen, die diesen Wettbewerb achtmal gewannen.
Im Sommer 2020 lief Bouhaddis Vertrag in Lyon aus, und sie hatte schon länger angekündigt, vor Beendigung ihrer Karriere auch noch einmal bei einem Klub außerhalb Frankreichs spielen zu wollen. Französischen Medienberichten zufolge sollte dies der Utah Royals FC aus der US-Profiliga National Women’s Soccer League werden. Aufgrund der sich in den Vereinigten Staaten besonders stark ausbreitenden Corona-Pandemie hat die Torfrau im Juni 2020 dann aber ihren Vertrag mit Lyon um vier weitere Jahre verlängert. In der zweiten Jahreshälfte 2021 erfüllte sich Bouhaddis Wunsch dann aber doch noch, weil Lyon sie, Eugénie Le Sommer und Dzsenifer Marozsán für ein halbes Jahr an das eigene Franchise OL Reign auslieh. Nach ihrer Rückkehr war sie bei Lyon nur noch die Nummer zwei mit wenigen Pflichtspieleinsätzen, weil Trainerin Sonia Bompastor auf der Torwartposition bevorzugt auf Christiane Endler vertraute. Nachdem sie 2022/23 eine Saison lang bei Lyons größtem nationalen Konkurrenten Paris Saint-Germain gespielt hatte, schloss sie sich Anfang 2024 Arsenal London an. 

### Stationen
- Omnium Sports Monaco (bis 2002, als Jugendliche)
- CNFE Clairefontaine (2002–2005)
- Toulouse FC (2005/06)
- Juvisy FCF (2006–2009)
- Olympique Lyon (2009–2021)
- OL Reign (Juni–Dezember 2021)
- Olympique Lyon (Januar–Juni 2022)
- Paris Saint-Germain (2022/23)
- FC Arsenal London (seit Januar 2024)

## Nationalspielerin
Mit der U-19-Nationalmannschaft nahm sie drei Mal an den Europameisterschaften teil und gehörte 2003 zur Siegermannschaft. 2006 nahm sie mit der U-20-Auswahl an der Weltmeisterschaft in Russland teil.
Ihr Debüt in der A-Nationalmannschaft feierte Bouhaddi am 21. Februar 2004 bei einem Spiel gegen Schottland. 2005 gehörte sie zum Kader Frankreichs bei der Europameisterschaft in England. Für den endgültigen WM-Kader 2011 wurde sie überraschenderweise nicht benannt, wohl aber ab Anfang 2012 wieder. Sie gehörte zum französischen Olympiaaufgebot 2012 und bestritt in London alle sechs Begegnungen der Bleues. Ebenso berief Nationaltrainer Bruno Bini sie in das französische EM-Aufgebot 2013 und setzte sie in drei der vier Begegnungen ein. Sie gehörte zum Kader für die Weltmeisterschaft 2015, zum französischen Aufgebot beim olympischen Fußballturnier 2016 und 2017 zum Europameisterschaftskader. Ebenso wurde Sarah Bouhaddi in den französischen 23er-Kader zur WM 2019 im eigenen Land berufen.
Insgesamt spielte Bouhaddi bisher 149-mal für die französische Nationalmannschaft, womit sie die französische Torhüterin mit den meisten A-Elf-Einsätzen ist (Stand: 4. März 2020). Aufnahme in den „100er-Klub“ fand sie im Januar 2016, auf den Tag genau nach siebenmonatiger, verletzungsbedingter Unterbrechung. Bouhaddi weist trotz ihrer immensen Erfahrung gelegentlich Schwächen auf, die wiederholt zu Gegentoren führten – Unkonzentriertheiten beim Festhalten des Balles, außerdem die nicht immer kontrollierte Einleitung eigener Angriffe per Fuß aus dem Strafraum heraus.

## Erfolge und Auszeichnungen
- IFFHS-Welttorhüterin des Jahres: 2016, 2017, 2018, 2020
- FIFA-Welttorhüterin des Jahres: 2020

- Französische Meisterschaft: 2010, 2011, 2012, 2013, 2014, 2015, 2016, 2017, 2018, 2019, 2020, 2022
- Französische Pokalsiegerin: 2012, 2013, 2014, 2015, 2016, 2017, 2019, 2020
- Champions-League-Gewinnerin: 2011, 2012, 2016, 2017, 2018, 2019, 2020 sowie (ohne Endspieleinsatz) 2022
- Europas Torhüterin des Jahres: 2020
- Weltmeisterschaftsteilnehmerin: 2015, 2019
- Europameisterschaftsteilnehmerin: 2005, 2013, 2017
- Olympiateilnehmerin: 2012, 2016